# Liphistius ochraceus
Liphistius ochraceus is een spinnensoort uit de familie Liphistiidae. De soort komt voor in Thailand.